# Schinnen

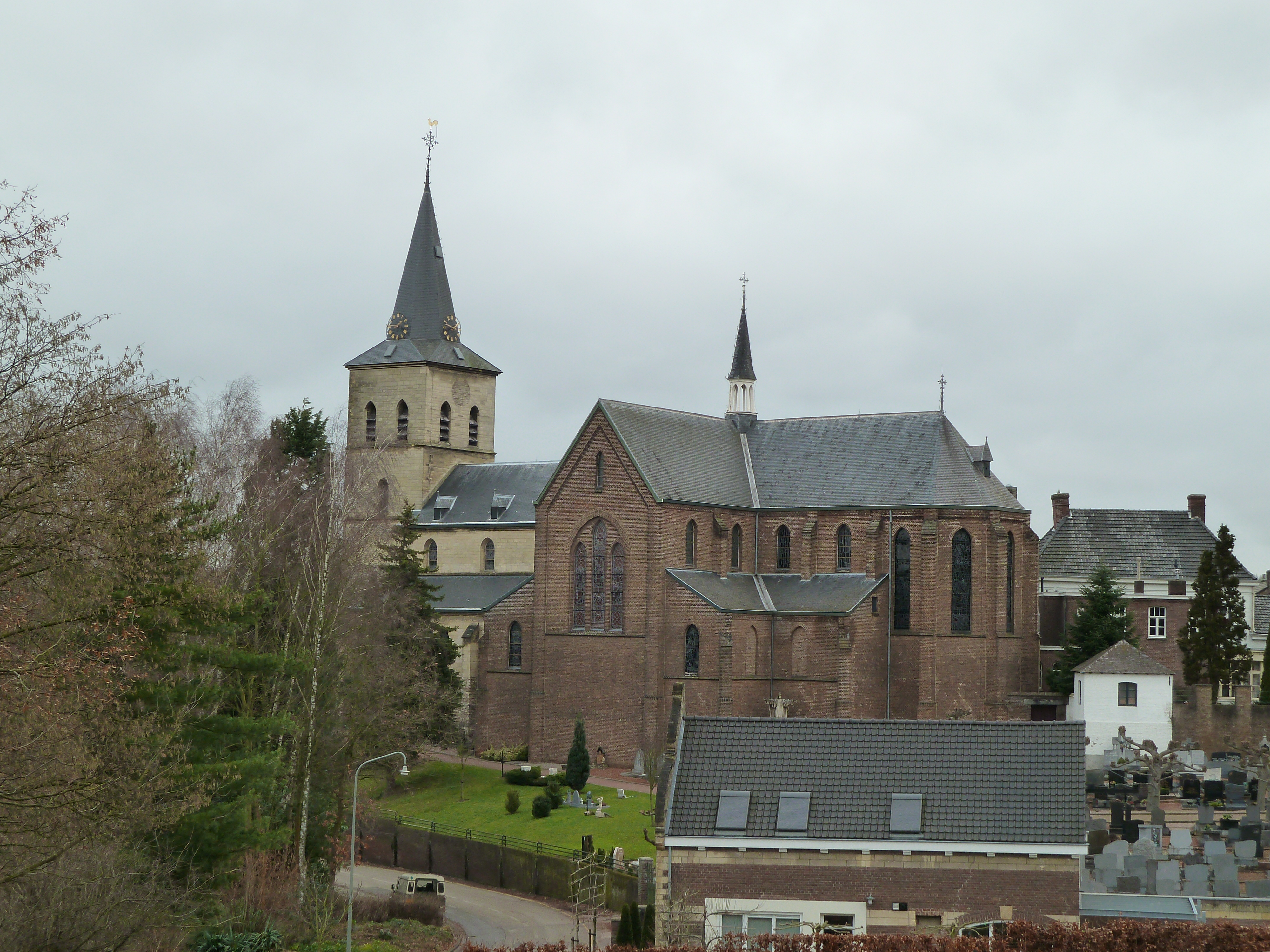
Kirche St. Dionysius in Schinnen

Schinnen (anhörenⓘ; limburgisch Sjènne) ist ein Ort und eine ehemalige niederländische Gemeinde in der Provinz Limburg. Die Gemeinde war ein Teil des Landschaftsparks „De Graven“. Zum 1. Januar 2019 fusionierte Schinnen mit Nuth und Onderbanken zur neuen Gemeinde Beekdaelen.
Aus Schinnen kommt das Alfa Bier, das im Ortsteil in Thull gebraut wird.

## Legenden
Über den Namen Schinnen machen viele Geschichten die Runde. So soll der alte römische Name von Schinnen „Sunici“ sein. Aber es geht auch die Mär, dass Kaiser Karl der Große während einer seiner Reisen die Orientierung verloren hatte. Plötzlich, so die Legende, sah er ganz weit weg ein Licht scheinen („schinnen“) und ein weiteres Licht schimmern. Als Dank fürs Wiederfinden des Wegs wollte Karl der Große an dem Platz, an dem er beide Lichter sah, eine Kapelle bauen.

## Geschichte
Ein Henrich van Hachelbaich war 1149/1150 verheiratet mit Caecilia van Vlodrop, Herrin zu Schinnen.

## Dörfer und Orte
| Niederländischer Name | Limburgischer Name | Einwohnerzahl (Stand: 1. Januar 2018) |
| --------------------- | ------------------ | ------------------------------------- |
| Oirsbeek              | Oeësjbik           | 3.615                                 |
| Schinnen              | Sjènne             | 1.550                                 |
| Puth                  | Pöth               | 1.985                                 |
| Amstenrade            | Awstroa            | 1.710                                 |
| Daniken               | Danèke             | 50                                    |
| Groot-Doenrade        | Groot-Doonder      | 1.105                                 |
| Hommert               | Hómmert            | 1.070                                 |
| Sweikhuizen           | Zjweikese          | 565                                   |
| Thull                 | Thöl               | 140                                   |
| Klein-Doenrade        | Klein-Doonder      | 150                                   |

Anmerkungen:
1. ↑  Teilweise in der Gemeinde Sittard-Geleen
2. ↑  Teilweise in der Gemeinde Nuth

## Politik

### Fusion
Schinnen wurde zum 1. Januar 2019 mit Nuth und Onderbanken zur neuen Gemeinde Beekdaelen zusammengeschlossen.

### Sitzverteilung im Gemeinderat
Der Gemeinderat wird seit 1981 folgendermaßen gebildet:
| Partei                     | Sitze  | Sitze | Sitze | Sitze | Sitze | Sitze | Sitze | Sitze | Sitze |
| Partei                     | 1981 a | 1986  | 1990  | 1994  | 1998  | 2002  | 2006  | 2010  | 2014  |
| -------------------------- | ------ | ----- | ----- | ----- | ----- | ----- | ----- | ----- | ----- |
| VernieuwingsGroep          | 1      | 2     | 3     | 3     | 3     | 5     | 4     | 6     | 6     |
| CDA                        | 7      | 6     | 8     | 7     | 7     | 7     | 5     | 4     | 5     |
| VVD                        | 0      | 1     | 1     | 1     | 1     | 1     | 1     | 2     | 2     |
| PvdA                       | 1      | 3     | 3     | 2     | 3     | 2     | 3     | 3     | 2     |
| Groep C.A.L.S. b           | —      | —     | —     | —     | —     | —     | 2     | —     | —     |
| D66                        | —      | —     | —     | 2     | 1     | —     | —     | —     | —     |
| Zes Kerkdorpen             | —      | 2     | —     | —     | —     | —     | —     | —     | —     |
| Politiek Kollektief ’81    | 3      | 1     | —     | —     | —     | —     | —     | —     | —     |
| Lijst Heijnen c            | 1      | 0     | —     | —     | —     | —     | —     | —     | —     |
| Recht voor Schinnen ’86    | —      | 0     | —     | —     | —     | —     | —     | —     | —     |
| Lijst Kusters              | —      | 0     | —     | —     | —     | —     | —     | —     | —     |
| Amstenraads Politiek Appèl | 2      | —     | —     | —     | —     | —     | —     | —     | —     |
| Gesamt                     | 15     | 15    | 15    | 15    | 15    | 15    | 15    | 15    | 15    |

Aufgrund der Fusion zum 1. Januar 2019 wählten die Bürger der Gemeinden Nuth, Onderbanken und Schinnen den Rat der neuen Gemeinde Beekdaelen am 21. November 2018.
Anmerkungen

### Kollegium von Bürgermeister und Beigeordneten
Folgende Personen gehören zum letzten Kollegium der Gemeinde Schinnen, das von 2014 bis 2018 besteht:
Bürgermeister
- Léon Frissen (CDA) (kommissarisch) (Amtsantritt: 17. September 2015)[8]

Beigeordnete
- Karel Wolff (VernieuwingsGroep)
- Roy van der Broek (CDA)
- Jeannette Quadvlieg-van Dam (VernieuwingsGroep)
- Peter Janssen (CDA)

Gemeindesekretär
- Rob Roelofs

## Sehenswürdigkeiten
Auf dem Gemeindegebiet von Schinnen stehen die Schlösser Amstenrade, Doenrade und Terborgh.

## Persönlichkeiten
- Theo Rutten (1899–1980), Psychologe, Hochschullehrer und Politiker
- Alfons Cuypers (1903–1982), römisch-katholischer Ordensgeistlicher, Apostolischer Präfekt von Vichada
- Eddy Beugels (1944–2018), Radrennfahrer